# 科伊翁薩里島
科伊翁薩里島是俄羅斯的島嶼，位於拉多加湖，由卡累利阿共和國負責管轄，長2.4公里、寬1.4公里，最高點海拔高度51米，島上無人居住。